# Gopālganj (ort)
Gopālganj är en ort i Indien.   Den ligger i distriktet Gopālganj och delstaten Bihar, i den nordöstra delen av landet, 800 km öster om huvudstaden New Delhi. Gopālganj ligger 74 meter över havet och antalet invånare är 63 725.
Terrängen runt Gopālganj är mycket platt. Runt Gopālganj är det tätbefolkat, med 735 invånare per kvadratkilometer. Gopālganj är det största samhället i trakten. Trakten runt Gopālganj består till största delen av jordbruksmark.